# Villeneuve (Puy-de-Dôme)
Villeneuve (auch: Villeneuve-Lembron) ist eine französische Gemeinde mit 139 Einwohnern (Stand: 1. Januar 2022) im Département Puy-de-Dôme in der Region Auvergne-Rhône-Alpes (vor 2016 Auvergne). Sie gehört zum Arrondissement Issoire und zum Kanton Brassac-les-Mines (bis 2015: Kanton Saint-Germain-Lembron). 

## Geographie
Villeneuve liegt etwa 37 Kilometer südsüdöstlich von Clermont-Ferrand. Umgeben wird Villeneuve von den Nachbargemeinden Mareugheol im Norden und Westen, Chalus im Osten und Südosten, Boudes im Süden sowie Saint-Hérent im Südwesten.

## Bevölkerungsentwicklung
| Jahr                       | 1962 | 1968 | 1975 | 1982 | 1990 | 1999 | 2006 | 2013 |
| Einwohner                  | 120  | 114  | 94   | 102  | 107  | 131  | 142  | 163  |
| Quellen: Cassini und INSEE |      |      |      |      |      |      |      |      |

## Sehenswürdigkeiten
- Kirche

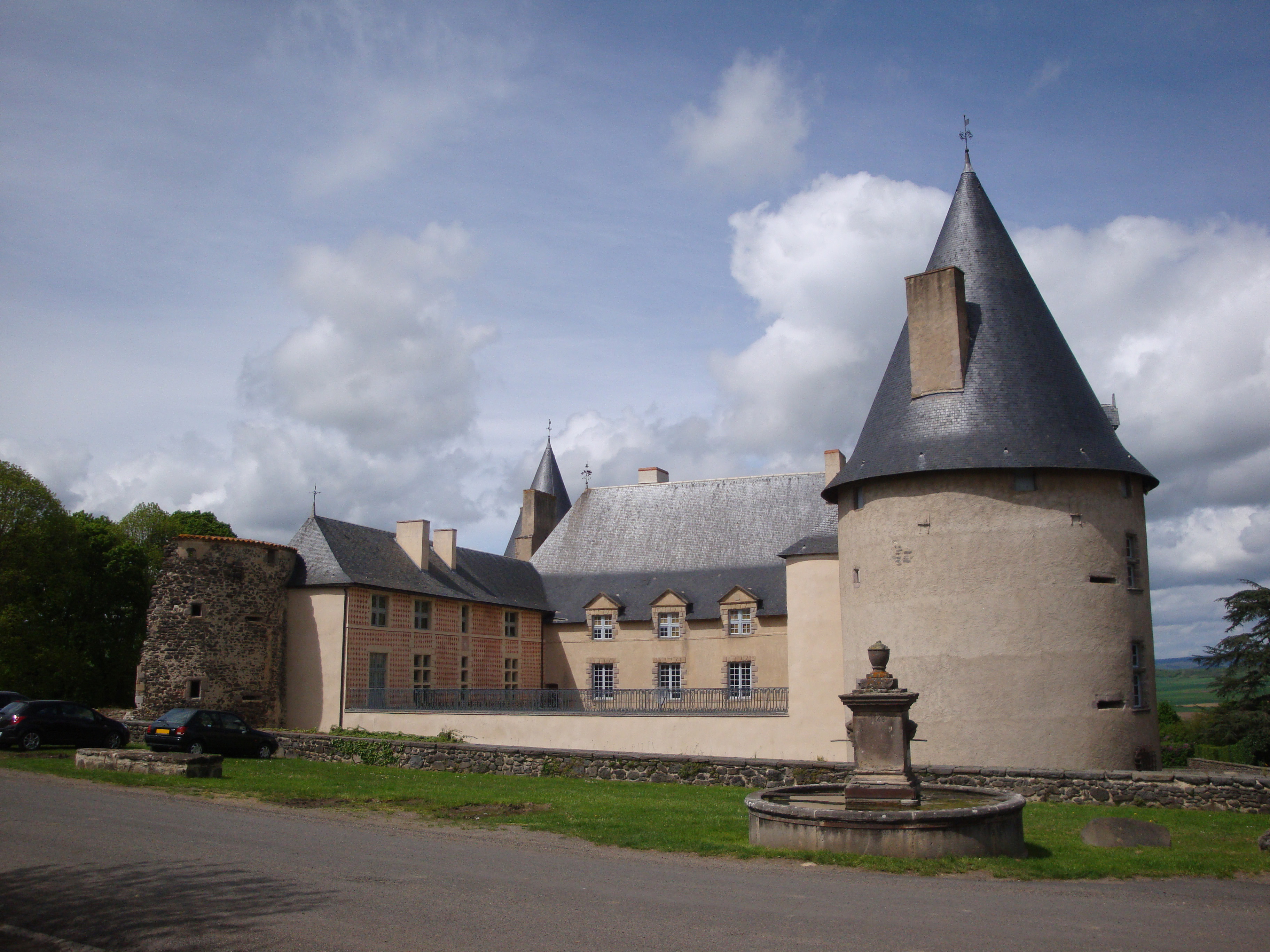
Schloss Villeneuve-Lembron
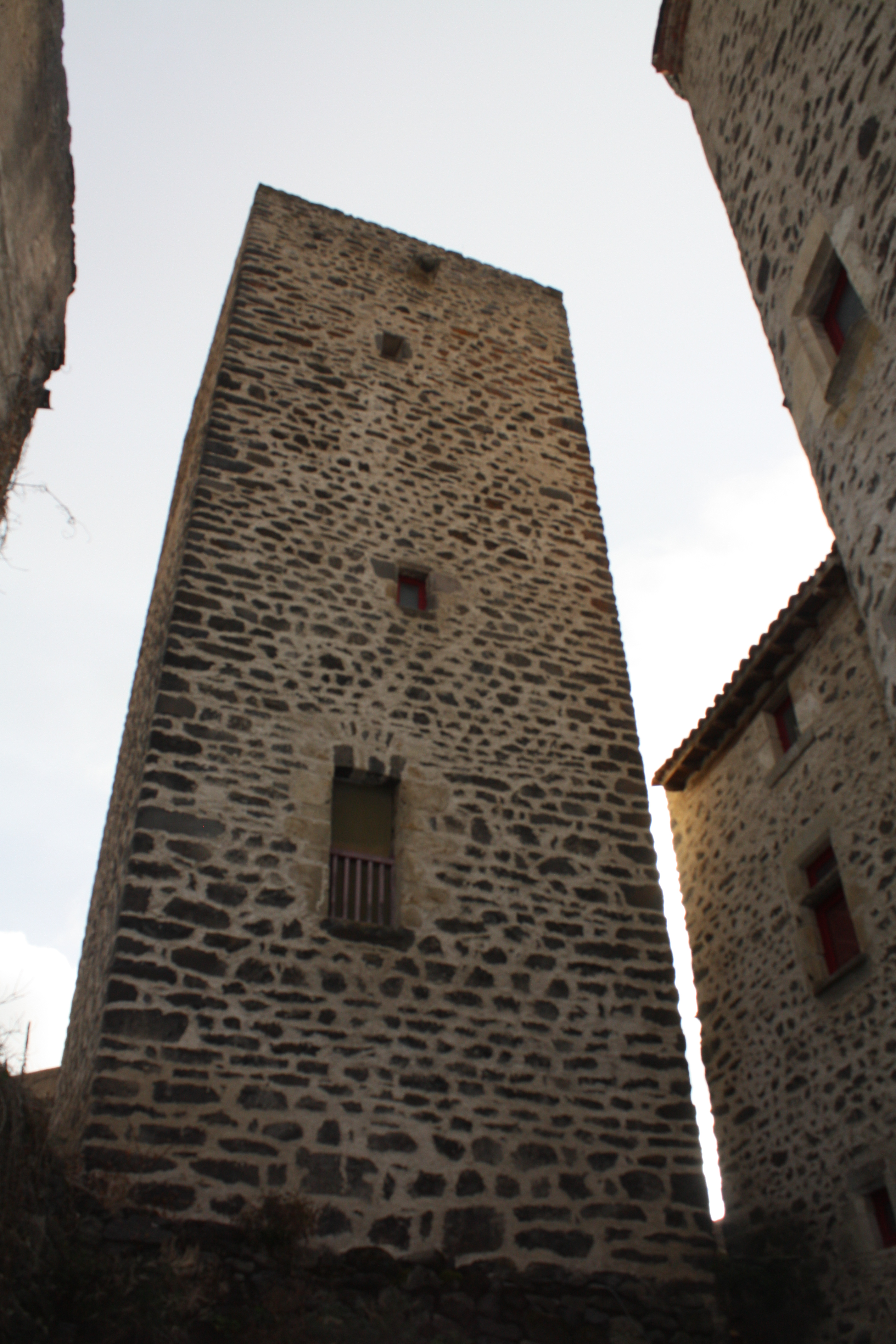
Donjon des Hauses D'Aueilhe

- Schloss Villeneuve-Lembron
- Donjon